# Notoperata syncope
Notoperata syncope är en nattsländeart som beskrevs av Arturs Neboiss 1982. Notoperata syncope ingår i släktet Notoperata och familjen långhornssländor. Inga underarter finns listade i Catalogue of Life.